# Дзвонек (Мазовецьке воєводство)
Дзвонек (пол. Dzwonek) — село в Польщі, у гміні Червін Остроленцького повіту Мазовецького воєводства.
Населення — 242 особи (2011).
У 1975-1998 роках село належало до Остроленцького воєводства.

## Демографія
Демографічна структура станом на 31 березня 2011 року:
|          | Загалом | Допрацездатний вік | Працездатний вік | Постпрацездатний вік |
| -------- | ------- | ------------------ | ---------------- | -------------------- |
| Чоловіки | 127     | 24                 | 87               | 16                   |
| Жінки    | 115     | 10                 | 71               | 34                   |
| Разом    | 242     | 34                 | 158              | 50                   |